# Venezillo colomboi
Venezillo colomboi är en kräftdjursart som först beskrevs av Arcangeli 1929C.  Venezillo colomboi ingår i släktet Venezillo och familjen Armadillidae. Inga underarter finns listade i Catalogue of Life.